# サン・ミケーレ・アル・タリアメント
サン・ミケーレ・アル・タリアメント（伊: San Michele al Tagliamento）は、イタリア共和国ヴェネト州ヴェネツィア県にある、人口約12,000人の基礎自治体（コムーネ）。
タリアメント川下流域に位置し、アドリア海に面する。

## 地理

### 位置・広がり
ヴェネツィア県北東端に位置するコムーネで、タリアメント川右岸（西岸）に位置する都市。市域はタリアメント川に沿って南北に広く、南部はアドリア海に面しており、リニャーノ・サッビアドーロとの間にタリアメント川河口がある。

#### 隣接コムーネ
隣接するコムーネは以下の通り。括弧内のPNはポルデノーネ県、UDはウーディネ県所属を示す。
- カオルレ
- フォッサルタ・ディ・ポルトグルアーロ
- ラティザーナ (UD)
- リニャーノ・サッビアドーロ (UD)
- モルサーノ・アル・タリアメント (PN)
- ポルトグルアーロ
- ロンキス (UD)
- ヴァルモ (UD)

### 気候分類・地震分類
気候分類では、zona E, 2649 GGに分類される。
また、イタリアの地震リスク階級 (it) では、zona 3 (sismicità bassa) に分類される。

## 行政

### 分離集落
サン・ミケーレ・アル・タリアメントには、以下の分離集落（フラツィオーネ）がある。
- Bevazzana, Bibione, Cesarolo, San Giorgio al Tagliamento-Pozzi, III Bacino, Villanova-Malafesta